# Megan Smith

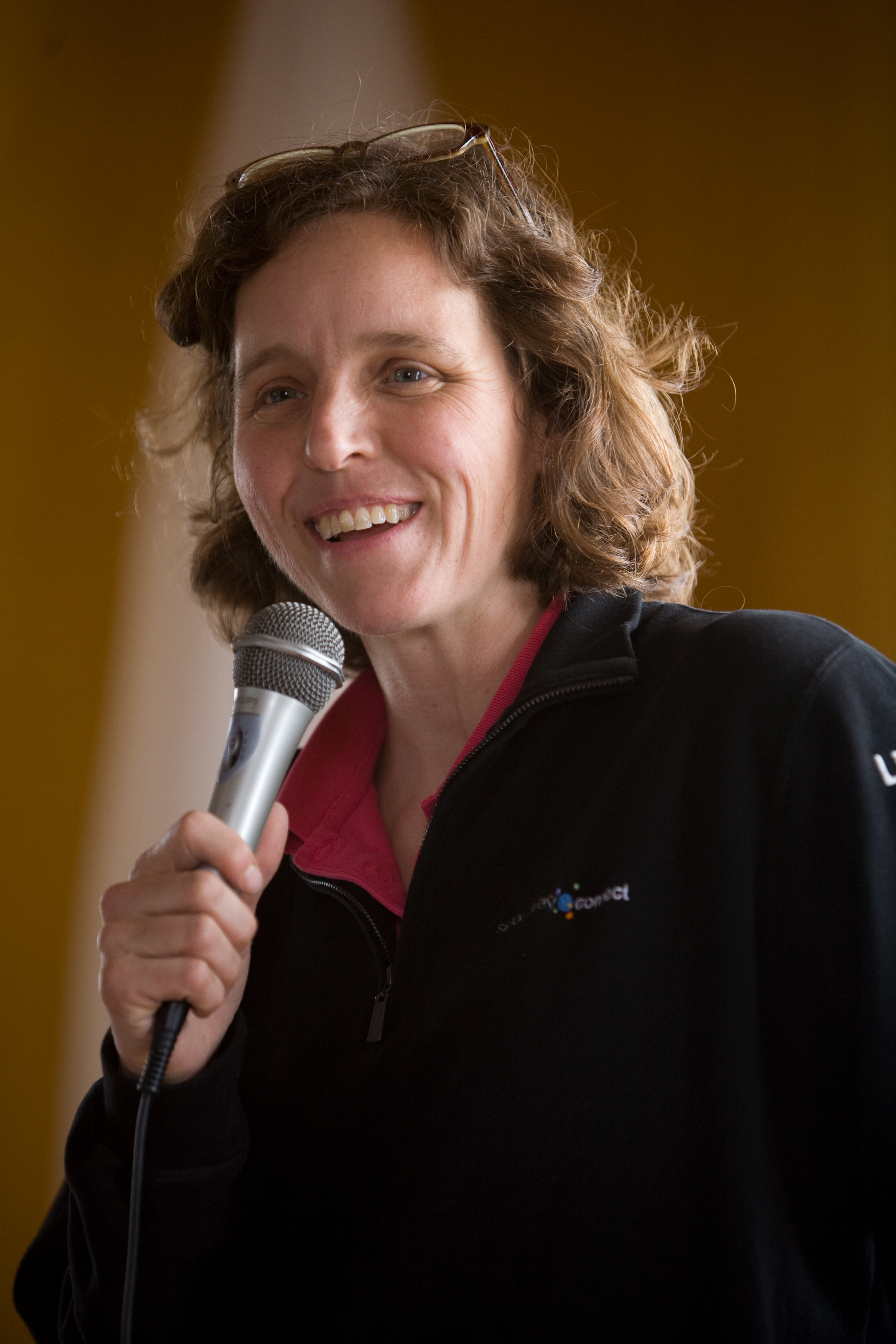
Megan Smith

Megan J. Smith (* Oktober 1964 in Buffalo) ist eine amerikanische Ingenieurin und Managerin. Im September 2014 wurde sie von Präsident Barack Obama zum Chief Technology Officer (CTO) der USA berufen.

## Leben
Megan Smith studierte Maschinenbau am Massachusetts Institute of Technology (MIT). Sie war unter anderem CEO des Medienunternehmens PlanetOut und setzte sich dafür ein, mehr Frauen in Technologie- und Ingenieurberufe zu bringen. Neun Jahre lang leitete sie das Google-Team für die Entwicklung neuer Geschäftsfelder, wo sie für die Einführung von Google Earth und Google Map verantwortlich war. Bis zu ihrer Ernennung zum CTO war sie Vizechefin von Googles Forschungsarm Google X, in dem die Computerbrille Google Glass und selbstfahrende Autos entwickelt wurden.
Die Position des Chief Technology Officers im White House Office of Science and Technology Policy (dt.: Büro für Wissenschafts- und Technologiepolitik des Weißen Hauses) führte Barack Obama nach seinem Amtsantritt 2009 ein. Erster Amtsinhaber war Aneesh Chopra, auf ihn folgte 2012 Todd Park. Zu Megan Smiths Stellvertreter wurde der Biotechnologe Alex Macgillivray ernannt.
2017 wurde Smith in die National Academy of Engineering gewählt.
Smith heiratete 1999 in Marin County die Journalistin Kara Swisher, als die gleichgeschlechtliche Ehe in Kalifornien noch nicht legal war. Swisher und Smith haben zwei Söhne. Sie trennten sich 2014 und sind seit 2017 geschieden.